# Croisy-sur-Eure
Croisy-sur-Eure ist eine französische Gemeinde mit 225 Einwohnern (Stand 1. Januar 2022) im Département Eure in der Region Normandie (vor 2016 Haute-Normandie). Sie gehört zum Arrondissement Les Andelys (bis 2017 Arrondissement Évreux) und zum Kanton Pacy-sur-Eure. Die Einwohner werden Croisillons genannt.

## Geografie
Croisy-sur-Eure liegt etwa 15 Kilometer ostnordöstlich von Évreux. Die Eure begrenzt die Gemeinde im Osten und Nordosten. Umgeben wird Croisy-sur-Eure von den Nachbargemeinden Vaux-sur-Eure im Norden und Westen, Ménilles im Osten und Nordosten, Pacy-sur-Eure im Süden und Südosten sowie Caillouet-Orgeville im Südwesten.

## Bevölkerungsentwicklung
| 1962                       | 1968 | 1975 | 1982 | 1990 | 1999 | 2006 | 2018 |
| -------------------------- | ---- | ---- | ---- | ---- | ---- | ---- | ---- |
| 110                        | 126  | 161  | 145  | 179  | 233  | 246  | 197  |
| Quellen: Cassini und INSEE |      |      |      |      |      |      |      |

## Sehenswürdigkeiten

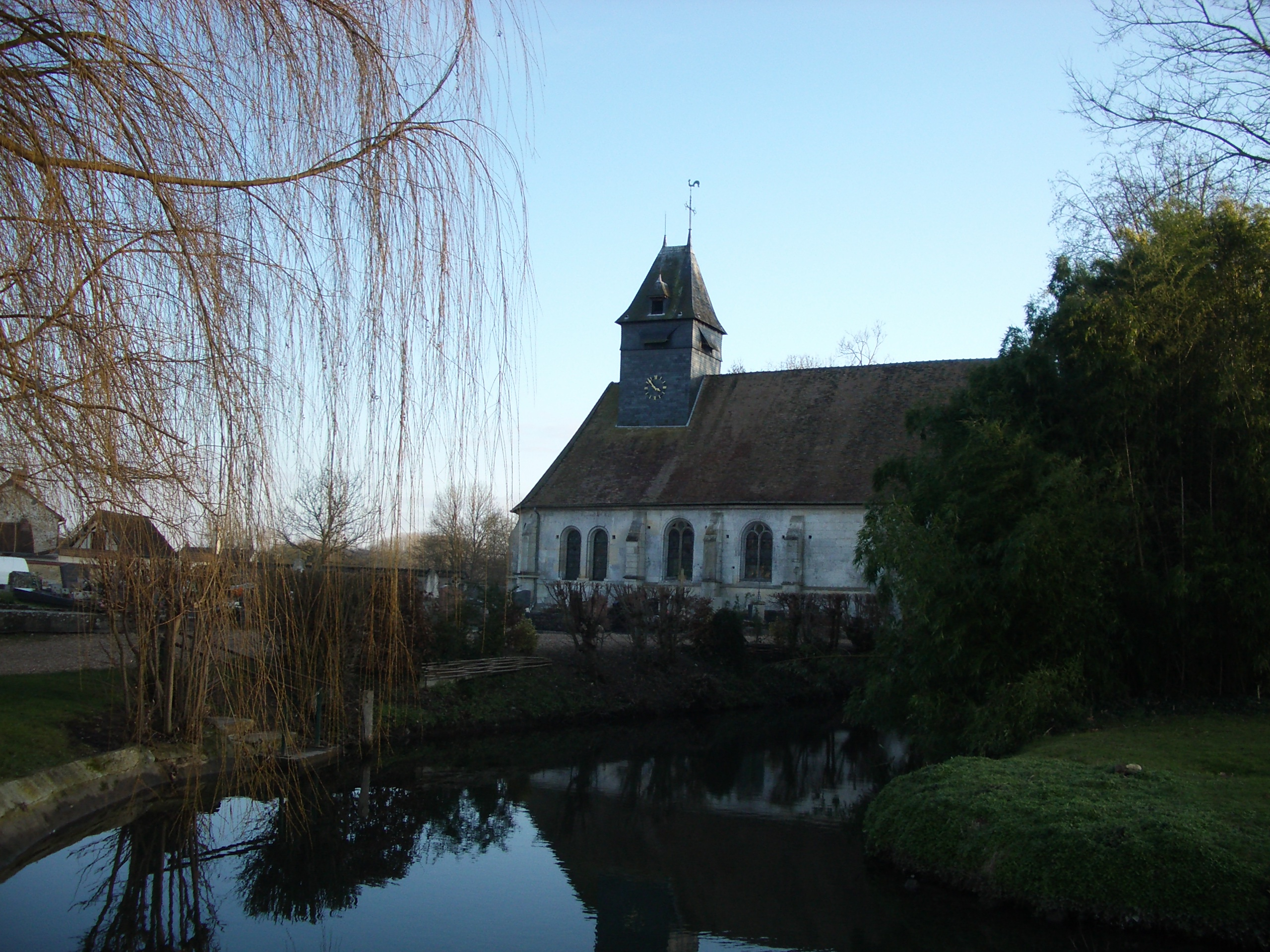
Kirche Saint-Germain
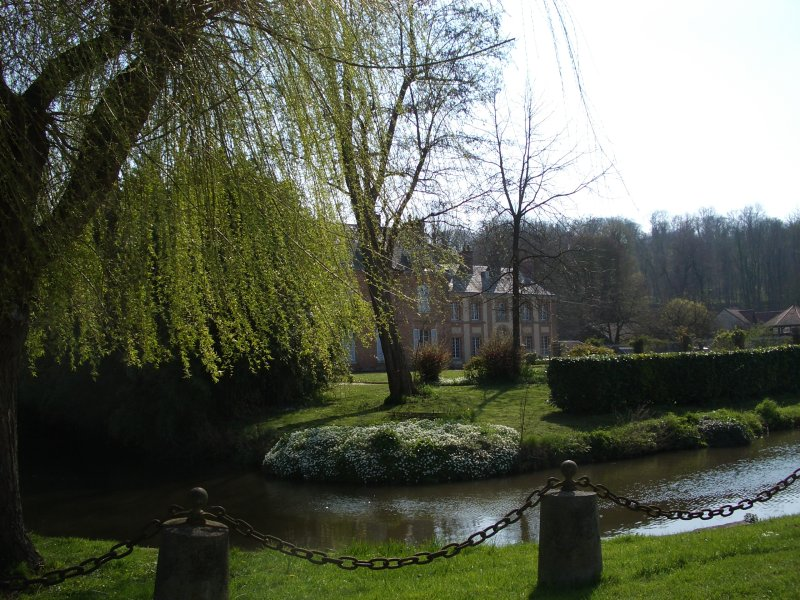
Schloss

- Kirche Saint-Germain
- Schloss